# Technomyrmex docens
Technomyrmex docens es una especie de hormiga del género Technomyrmex, subfamilia Dolichoderinae. Fue descrita científicamente por Fisher & Bolton en 2007.
Se distribuye por Comoras, Madagascar. Se ha encontrado a elevaciones de hasta 995 metros. Vive en microhábitats como la hojarasca, vegetación baja y troncos podridos.